# Місто вбивств
«Місто вбивств» (англ. Murderville) — американський комедійний телевізійний серіал про таємниче вбивство з імпровізованими елементами, розроблений Крістером Джонсоном для Netflix. Серіал заснований на телесеріалі BBC Three « Вбивство в Суксессвіллі». Прем'єра «Мордувилівки» відбулася 3 лютого 2022 року з виходом усіх шести епізодів першого сезону. У кожному епізоді запрошена зірка грає роль детектива-новачка. Однак гостю не дають заздалегідь сценарій, і він повинен імпровізувати свій шлях крізь епізод, намагаючись розгадати, хто справжній вбивця.

## Акторський склад і персонажі

### Головні
- Вілл Арнетт у ролі Террі Сіетла, незграбного старшого детектива, який переживає шлюборозлучний процес з Рондою. Йому важко пережити смерть своєї колишньої партнерки Лорі Гріффін, яка померла за 15 років до початку серіалу, йому також важко пережити розлучення з Рондою.
- Ханіфа Вуд — Ронда Дженкінс-Сітл, начальник поліції, яка перебуває у шлюборозлучному процесі з Террі
- Лілан Боуден в ролі Ембер Кан, коронера, який допомагає Террі та відповідному гостю у вбивстві
- Філіп Сміті в ролі Даррена «Даза» Філіпса, детектива, який починає зустрічатися з Рондою

### Запрошені зірки

#### Детективи
- Конан О'Браєн грає себе[1]
- Маршон Лінч грає себе[1]
- Кумаїл Нанджіані грає себе[1]
- Енні Мерфі грає себе[1]
- Шерон Стоун грає себе[1]
- Кен Чжон грає себе[1]

#### Підозрювані у вбивстві
- Елісон Беккер — Деб Мелтон
- Мері Холліс Інбоден — Кеті
- Девід Вейн — Меджик Мелвін
- Роб Х'юбель в ролі Чадда, Чарльза і Честера Вортінгтона
- Ян Гомес — Кевін Рівера
- Ерінн Хейс — Ліза Капабіанко
- Джей Ларсон — Бред Торкер
- Джон Енніс — Вінні Палмієрі
- Еріка Ернандес — пані Аня Кортес
- Ніна Педрад — Нанетт Дюбуа
- Джош Бендей — доктор Вілл Гонсалес
- Саманта Кутаран — доктор Меддісон Чен
- Ірен Уайт в ролі доктора Олександра
- Пітер Джайлз — Шеймус Дойл
- Філ Ламарр — комісар Бартон
- Ніколь Салліван — Ребекка Хендрікс

### Спеціальний гість
- Дженніфер Еністон у ролі Лорі Гріффін, колишньої партнерки Террі, яка була вбита 15 років тому, з'являється на фотографії, що висить в офісі Террі[2]

## Виробництво
Крістер Джонсон виконує роль шоуранера. Анна Дрезен, Чадд Гіндін, Крейг Ровін, Джек Кукода, Марина Кокенберг, Керрі О'Ніл, Ханна Леві та Адріана Роблес також є сценаристами. Єн К. Морріс та Бреннан Шрофф виконували обов'язки режисера кожного епізоду. Серіал був знятий у середині 2021 року. Мордувилівка була запущена 3 лютого 2022 року.